# Macrorrhyncha circularis
Macrorrhyncha circularis är en tvåvingeart som beskrevs av Uesugi 2005. Macrorrhyncha circularis ingår i släktet Macrorrhyncha och familjen platthornsmyggor. Inga underarter finns listade i Catalogue of Life.